# 阿拉貢的珊莎
阿拉貢的珊莎公主（西班牙語：Sancha de Aragón y Gazela，1478年—1506年），是那不勒斯的阿方索二世與他的情婦特羅齊雅·加吉拉的私生女。

## 生平
珊莎於1478年生於加埃塔，她於1494年嫁給了教宗亞歷山大六世最年輕的兒子喬佛里·波吉亞，並得到了斯奎拉切公國（Squillace）作為嫁妝，那是一個位於義大利南方的省，這也讓她與丈夫獲得了斯奎拉切親王與親王妃的稱號。

## 婚後
珊莎婚後與喬佛里的兩個哥哥切薩雷·波吉亞、喬凡尼·波吉亞都有染，這惡化了他們的婚姻關係，也因此他們並沒有小孩。她與喬凡尼的戀情有時也被認為是1497年切薩雷謀殺喬凡尼的原因之一。
珊莎的弟弟，比謝列公爵阿拉貢的阿方索（1481－1500），於1498年娶了喬佛里的姊姊盧克雷齊亞·波吉亞。
珊莎周旋於波吉亞家族間的生活在切薩雷為了確保法國幫助他打仗而娶了納瓦拉公主阿爾布雷特的夏洛特後開始變得混亂，因為這讓切薩雷開始對與其他義大利城邦直接衝突產生了興趣，而當然這也包括長久以來一直被法國虎視眈眈的那不勒斯，也就是她的家鄉。
她的弟弟阿方索於1500年被切薩雷殘忍的謀殺，因為切薩雷認為他對魯克蕾齊亞的影響力已經超過了他本人，也因為如此，珊莎面臨了非常尷尬的政治局勢，並在隨後被關進聖天使堡直到亞歷山大六世於1503年去世。

## 晚年
在亞歷山大六世死後，珊莎重新獲得了自由並回到那不勒斯，她將魯克蕾齊亞與她弟弟的兒子阿拉貢的羅德里哥（1499－1512）視如己出的撫養，而她之後再也沒有與他的丈夫喬佛里同住。
之後切薩雷曾經拜訪她並問她是否願意撫養被懷疑是教宗的私生子喬凡尼·波吉亞 (羅馬之子)（1498－1548），她也答應了。
1506年在那不勒斯逝世。